# 网络伦理

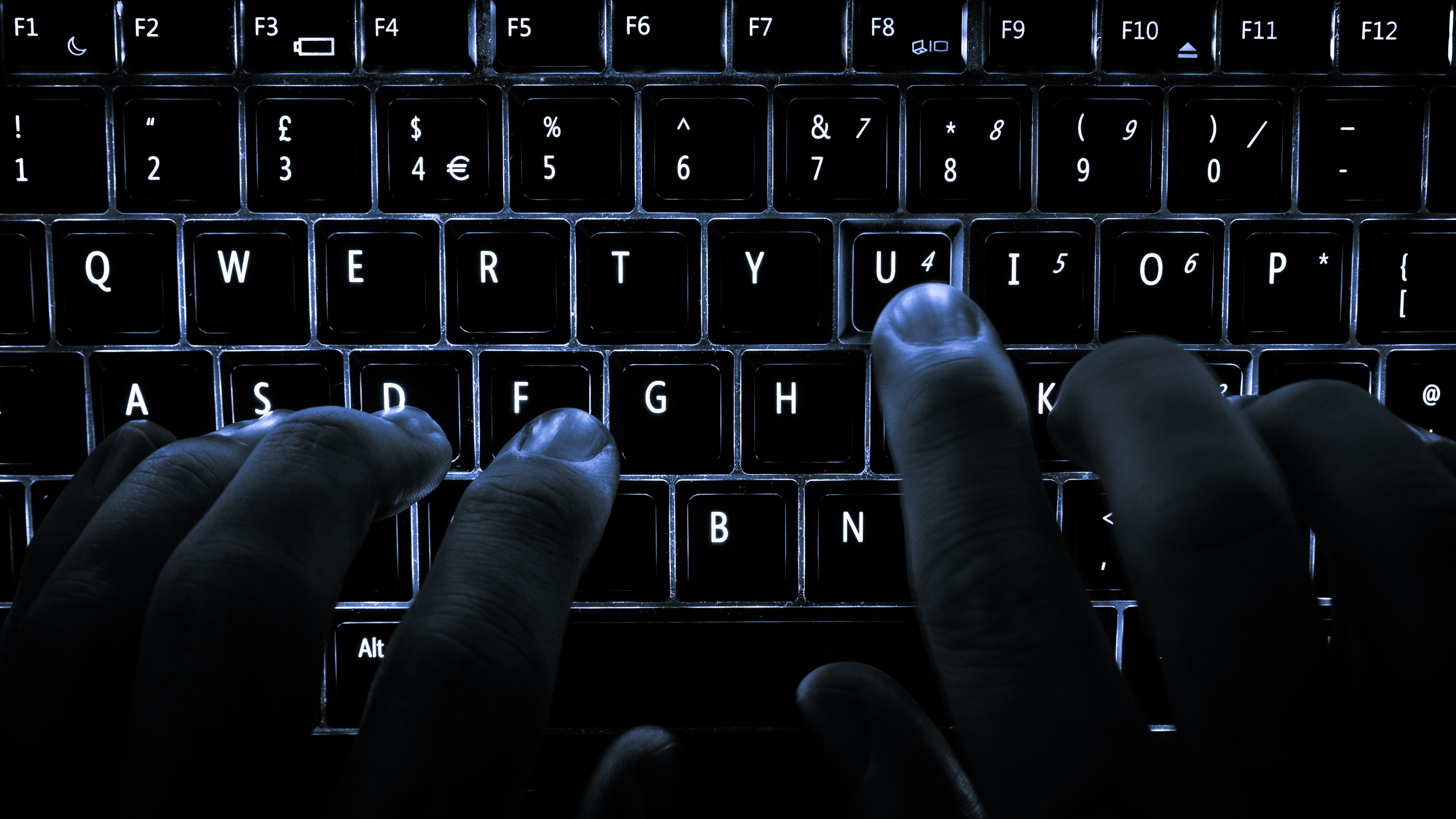
利用计算机进行互联网通信

网络伦理（英文：Cyberethics）是與计算机通信有关的伦理学研究，涵盖了用户行为、计算机被编程的目的以及计算机通信如何影响个人和社会。多年来，部分国家的政府制定了有关法规，而许多相关组织也制定了有关网络伦理的规定。目前，网络伦理主要研究的问题有：
- 在互联网上发布有关其他人的个人信息（例如在线状态或GPS的当前位置等）是否合乎情理?
- 是否有必要保护用户免受虚假信息的侵害?
- 谁拥有数位数据的所有权（音乐，电影，书籍，网页等）以及用户是否有权使用这些数据?
- 各地区对含有在线赌博和色情内容的网页的可访问性如何？
- 访问互联网是每个人的基本权利吗？

## 网络伦理的开端
詹姆士·摩尔在论文《什么是计算机伦理》中认为计算机的发展有两个时期：第一个时期是二战之后的四十年，是计算机的发展与成熟阶段；第二个时期是20世纪80年代之后，是计算机技术向其他领域的渗透阶段，是計算机改变人类生活的阶段，因此第二时期又可以称作网络发展时期，网络伦理问题就发生于这一时期 。

## 网络隐私
在十九世纪后期，相机的普及引发了与当今互联网类似的道德争论。在1890年的《哈佛法律评论》研讨会上，塞缪尔·沃伦与路易斯·布兰迪斯从伦理和道德的角度认为隐私是:“对于尊严、个性和人格是至关重要的。隐私对于人的独立性也是必不可少的。就好比说，一个人的生活中应当有一个区域完全处于他或她的控制之下，该区域不该受外界干扰。剥夺隐私甚至可能危害一个人的健康。”
100多年后，互联网的普及以及因政府和电子商务的需要而提供予第三方的隐私数据激增，使得互聯網隐私成为了新一場有關个人隐私争辩的中心 。
隐私可以细分为三个要素——“保密性、匿名性和孤独性”——以限制他人对个人的访问权限 。保密性是指保护个人信息免于自由传播。匿名性是指个人免受不必要关注的保护权。孤独性是指个人与他人缺少身体上的亲近。
每个人在进行交易和注册服务时可能会使用个人信息。遵守道德的企业通过保护信息的安全来保障其客户的隐私，这些信息可能导致保密性、匿名性和孤独性的丧失。在互联网上免费使用或共享信用卡信息、电话号码、姓名、地址可能会导致隐私丧失。
欺诈和假冒是指一些由于直接或间接滥用私人信息而发生的恶意行为。由于互联网上出现了大量私人信息，故此身份盗用事件亦急增。例如，2002年有700万美国人成为身份盗窃的受害者，2011年有近1200万美国人成为身份盗窃的受害者，这使其成为美国增长最快的犯罪。而在中华人民共和国，同样也有网络诈骗事件，2016年至2018年人民法院审理的网络犯罪案件中，30%以上涉及诈骗罪，占比最高。2017年网络诈骗案件占全部诈骗案件的7.67%，2018年占比增至17.61%，近20%的网络诈骗案件是在获取公民个人信息后进行诈骗。

### 个人资料与隐私
如今，数据仓库用于收集和存储大量个人资料和消费者交易历史记录。它们可以在不定的时间内存储海量的消费者数据。因此一旦数据库出现问题，就可能会泄露大量个人资料。导致个人资料保密性受到削減的主要原因包括数据库、cookie、间谍软件等等。
如今，部分地区的个人信息盗窃保护业务正在增长，例如美国的救生锁公司，中华人民共和国的腾讯公司等都提供个人隐私保护服务。

## 产权
长期以来，关于网络伦理的道德辩论一直涉及产权这一概念。关于互联网的哲学研究经常围绕信息自由。但产权争议往往是在信息产权受到侵犯或无法确定是否受到侵犯时发生的。

### 知识产权
互联网的不断发展，使得像mp3般的压缩技术出现，为对等网路文件共享打开了大门。这也使得用户可以相互匿名传输文件，这种技术可追溯至以前的Napster及其他程序；现在則可透過网络传输协议（例如BitTorrent协议）使用。但是，其中大部分是受版权保护的数据，并且非法分享给其他用户。上传受版权保护的数据是否合乎道德则成为了另一个需要研究的问题。
在软件所有权方面，也能看到有关知识产权的类似辩论。两种对立的观点是针对专有软件和开源软件兩種相反的授权方式。支持知识产权的一方認為，若不进行限制，软件的质量就会降低。因为相關公司會欠缺刺激销售的誘因，令其不会在软件开发上花费数周和数月。一个与此相反的论点是，当产权所有者不再拥有知识产权时，站在巨人的肩膀上则简单得多。

### 数字版权管理
随着数字版权管理软件推出，对数字版权進行管理（DRM）是否合乎道德提出了新的问题。支持者认为和私有财产需要用锁来防止盗窃一样，知识产权也需要DRM来防止未授权使用，保护著作权并确保開發者獲得持续的收入。反对者则认为DRM无法有效阻止侵权，只能给正版用户带来不便，同时还会帮助大公司阻碍竞争和创新。
此外，由于数字版权管理软件系统能够对访问其资料的用户的个人信息和活动进行跟踪，因此可能会导致用户隐私受到侵犯。

## 可访问性，审查制度和过滤
在可访问性、审查制度和过滤這些議題上，存有许多道德问题，这些議題在网络伦理中具有多个分支。它們继续挑战人類对隐私、安全和社会的理解。几个世纪以来，開發者以保护和安全的名义建立了各种过滤机制。如今，内容控制软件也出现在互联网上。互联网审查和过滤用于控制或禁止信息的发布或访问。关于人们应该自由获取信息来改善自己的生活状况，还是应该受到审查机构的保护，使之免受有害；不雅或非法内容的侵害也成为了网络伦理研究的主要探究问题。对未成年人访问互联网的问题同样引起了很多关注，许多团体如雨后春笋般涌现，以提高大众认识并控制未成年人对互联网的访问。
审查或过滤不仅只以小规模进行，也有是在政府创建大型公司的情况下进行大规模审查防火墙，用于审查和过滤其公民以及其境内任何人访问的在线内容。国家控制访问权的最著名例子之一是防火长城，这是由中华人民共和国建立和运营的审查和监视项目。另一个例子是2000年的反对种族主义和反犹太主义联盟——法国犹太学生联盟与雅虎美国和雅虎法国。法国法院宣布：“法国互联网用户访问包含纳粹物品的拍卖网站构成对法国法律的违反和对该国“集体记忆”的犯罪，并且在网站上展出此类物品的简单行为同样是违法的。例如，在法国网站展示类似于纳粹穿着的制服，徽章或标志的行为，违反了《刑法》第R645-1条，因此被视为对内部公共秩序的威胁。” 

由于法国的司法裁定，许多网站必须遵守网站所属国家/地区的法律。

### 信息自由
信息自由，即言论自由以及搜索，获取和分享信息的自由，提出了谁或什么事物拥有网络空间管辖权的问题。信息自由权通常受到有关国家，社会和文化的限制。
对于与互联网相关的问题，通常存在三种观点。首先是关于互联网是政府公民发布和访问的一种媒体形式的论点，因此，每个政府都应在各自管辖范围之内对互联网进行监管。第二种观点由约翰·佩里·巴洛的《网络独立宣言》中被提出：“工业世界的政府们，你们这些令人生厌的铁血巨人们，我来自网络世界——一个崭新的心灵家园。作为未来的代言人，我代表未来，要求过去的你们别管我们。在我们这里，你们并不受欢迎。在我们聚集的地方，你们没有主权。”第三种观点认为，互联网取代了诸如国家边界之类的所有的有形边界，应将权力授予国际机构，因为在一个国家中合法的东西可能在另一个国家中是违法的。

### 数位落差
与信息自由有关的道德问题有关的一个问题是数位落差。这指的是有权使用数字和信息技术的人与完全没有或根本没有访问权的人之间的社会鸿沟。世界上各个国家或地区之间的数位落差被称为全球数位落差。

### 性与色情
在性取向、近親性行為、与未成年人之间或未成年人之间的性行为、上传和观看色情制品等性議题上，一直存有伦理争议。就其产生的问题而言，部分学者研究了在线色情行业的历史发展和用户观看的内容。最大的网络伦理辩论之一是关于在线色情制品的管制、发行和可访问性。色情制品通常由政府管制，并根据法律规定观看色情制品的最低年龄以及可接受或不接受哪种色情制品。在线色情制品的管辖权带来了监管的问题。對於儿童色情更是如此，这是在大多数国家是非法的。当色情涉及暴力或动物时也会被大多数国家限制。

### 赌博
赌博经常是伦理辩论中的话题，因为有些人认为赌博本质上是错误的，支持禁止或規制之。而另一些人则主张合法。在这些极端之间，存在着关于政府应允许哪种赌博以及应允许在何处进行赌博的多种观点。对赌博的辩论迫使立法者处理各种问题，例如成瘾、税收、生活、体育、有组织犯罪、神经生物学、自杀、离婚和宗教。由于存在争议，赌博在某些地区或某些国家范围内被禁止或受到严格控制。互联网的可访问性及其穿越地理边界的能力导致了非法在线赌博，通常是离岸操作 。多年来，合法和非法的在线赌博都呈指数增长，这导致监管方面的困难。如此巨大的增长使某些人对网上赌博是否合乎道德提出了质疑。

## 相关组织
以下组织致力于网络伦理：
- 国际信息处理联合会（英语：International Federation for Information Processing）
- 计算机协会
- 电子隐私信息中心（英语：Electronic Privacy Information Center）
- 电子前线基金会
- 国际信息伦理学中心
- 计算机的方向和意义
- 计算机与社会责任中心
- 网络权利和网络自由
- 国际教育网络伦理杂志[23]

## 计算机中的道德守则
下面列出了四个针对IT专业人员的道德准则的著名示例：

### RFC 1087
1989年1月，互联网架构委员会在RFC 1087号中将以下四项活动定义为不道德且不可接受的活动：
1. 试图未经授权地访问互聯網资源。
2. 通过操作浪费资源（人力、容量、计算机）。
3. 破坏计算机信息的完整性。
4. 损害用户的隐私。

### 公平信息惯例守则
公平信息惯例守则基于五项原则，概述了个人数据保存系统的要求。美国卫生、教育及福利部于1973年实施了这些要求：
1. 绝对不能存在秘密的个人数据记录系统。
2. 某人必须有一种方法来找出记录中有关该人的信息以及信息的使用用途。
3. 某人必须有一种方法可以防止在未经该人同意的情況下，把提供予某个目的的個人信息用于其他目的或将其提供给其他目的。
4. 某人必须有一种方法可以更正或修改有关该人的可识别信息的记录。
5. 任何创建、维护、使用可识别个人数据记录的组织，都必须确保其预期用途的数据可靠性，并必须采取预防措施以防止滥用数据。[26]

### 计算机道德十诫
计算机伦理学研究所于1992年定义的伦理价值观，其意义是通过道德手段促进技术发展，并作为计算机道德的规则：
1. 你不应该用计算机去伤害他人。
2. 你不应该去影响他人的计算机工作。
3. 你不应该到他人的计算机文件裡去窥探。
4. 你不应该到他人的计算机去偷盗。
5. 你不应该用计算机去做伪证。
6. 你不应该拷贝或使用你没有购买的软件。
7. 你不应该使用他人的计算机资源，除非你得到了准许或给予了补偿。
8. 你不应该剽窃他人的精神产品。
9. 你应该注意你正在写入的程序和你正在设计的系统的社会效应。
10. 你应该始终注意，你使用计算机时是在进一步加强你对你的人类同胞的理解与尊敬。

### 国际信息系统安全认证联盟的道德守则
国际信息系统安全认证联盟（(ISC)²）一个旨在创造安全网络世界的协会，进一步定义了自己的道德规范。该守则基于四个规范，并具有序言。
道德守则序言
社会的安全和福利、大众的利益，对雇主的勤勉尽责、专业胜任义务，均要求我们遵守且被视为遵守最高的道德行为标准。
因此，严格遵守本规范是获得认证的必要条件。
道德规范准则
1. 保护社会、公共利益与基础设施，赢得必要的公众信心与信任。
2. 行事端正、诚实、公正、负责、守法。
3. 勤奋尽责、专业胜任。
4. 推动行业发展、维护职业声誉。